# Temecula
Temecula är en stad i Riverside County i den amerikanska delstaten Kalifornien med en yta av 68,1 km² och en folkmängd som uppgår till 105 029 invånare (2010). Temecula grundades 1859 och fick stadsrättigheter den 1 december 1989.